# Hiệu ứng Dunning–Kruger
Trong tâm lý học, hiệu ứng Dunning–Kruger là một dạng thiên kiến nhận thức (tiếng Anhː cognitive bias) trong đó mọi người đánh giá khả năng nhận thức của họ cao hơn năng lực thực tế. Sự thiên vị nhận thức này chịu ảnh hưởng của ảo tưởng tự tôn (illusory superiority), xuất phát từ việc mọi người không thể nhận ra sự thiếu khả năng của họ. Không có khả năng tự nhận thức về siêu nhận thức, mọi người không thể đánh giá khách quan năng lực hoặc sự bất tài của họ.
Theo mô tả của nhà tâm lý học xã hội David Dunning và Justin Kruger, thiên kiến nhận thức của ảo tưởng tự tôn là kết quả của một ảo tưởng trong nội tâm những người có khả năng thấp và từ sự hiểu lầm bên ngoài ở những người có khả năng cao; còn gọi là "tính toán sai của người không đủ năng lực bắt nguồn từ một lỗi của bản thân, trong khi tính toán sai của những người có năng lực cao bắt nguồn từ lỗi của người khác".

## Nghiên cứu ban đầu

### Nghiên cứu của Kruger và Dunning
Hiện tượng tâm lý về sự ảo tưởng tự tôn được xác định là một dạng sai lệch nhận thức trong nghiên cứu năm 1999 của Kruger và Dunningː "Unskilled and Unaware of It: How Difficulties in Recognizing One's Own Incompetence Lead to Inflated Self-Assessments" (tạm dịchː Không có kỹ năng và không biết về điều đó: Khó khăn như thế nào trong việc nhận ra sự bất toàn của chính mình dẫn đến sự tự đánh giá bị thổi phồng). Sự nhận diện hiện tượng này bắt nguồn từ thiên kiến nhận thức rõ ràng trong vụ án hình sự của McArthur Wheeler, kẻ đã cướp ngân hàng trong khi khuôn mặt của anh ta được phủ nước chanh, anh ta có niềm tin sai lầm rằng nước chanh (được dùng trong thí nghiệm mực vô hình) sẽ làm mình vô hình trước camera.
Tổng quát, kết luận từ nghiên cứu của Kruger và Dunning bao gồm:
1. Người bất tài có xu hướng đánh giá quá cao trình độ kỹ năng của mình;
2. Người bất tài không nhận ra năng lực của những người thực sự sở hữu nó;
3. Người bất tài không nhận ra mức độ bất tài của họ;
4. Nếu đào tạo những người này dẫn đến một sự cải thiện đáng kể về kỹ năng của họ, thì họ có thể nhận ra và chấp nhận những thiếu sót trước đây.

### Các nghiên cứu khác
Các nghiên cứu khác về hiện tượng này, chẳng hạn như "Why People Fail to Recognize Their Own Incompetence" năm 2003 (tạm dịchː Tại sao mọi người không nhận ra năng lực hạn chế của họ), cho thấy rằng việc tự đánh giá năng lực không chính xác xuất phát từ sự thiếu hiểu biết của một người đối với các tiêu chuẩn đánh giá nhất định. Nghiên cứu của Dunning và Kruger cũng chỉ ra rằng khi đào tạo một người thực hiện công việc nào đó, chẳng hạn như giải một câu đố logic, sẽ giúp người đó tăng khả năng đánh giá chính xác mức độ họ có thể làm tốt việc đó như thế nào.
Trong Self-insight: Roadblocks and Detours on the Path to Knowing Thyself năm 2005 (tạm dịchː Hiểu biết sâu sắc: Những rào cản và đường vòng trên con đường tìm hiểu chính mình), Dunning đã mô tả hiệu ứng Dunning–Kruger là "chứng anosognosia của cuộc sống hàng ngày" (anosognosia là hiện tượng lâm sàng mà một người rối loạn chức năng não không thể nhận biết khuyết tật của người đó). Ông tuyên bố: "Nếu bạn không đủ năng lực, bạn không thể biết mình không đủ năng lực... Các kỹ năng bạn cần để đưa ra một câu trả lời chính xác là các kỹ năng bạn cần để nhận ra câu trả lời chính xác."
Năm 2011, David Dunning đã viết về những quan sát của mình rằng những người thiếu kiến thức đáng kể, có thể đo lường được sự thiếu hụt về kiến thức hoặc chuyên môn của họ, nhưng họ thiếu khả năng nhận ra những thiếu sót đó và mặc dù có khả năng mắc lại cùng một lỗi đã mắc, họ có xu hướng nghĩ mình đang thực hiện thành thạo trong khi họ không thể. "Nói tóm lại, những người không đủ năng lực, vì không có thuật ngữ tốt hơn, nên có một chút hiểu biết sâu sắc về sự bất tài của họ" — một khẳng định đã được biết đến như là hiệu ứng Dunning–Kruger". Vào năm 2014, Dunning và Helzer đã mô tả hiệu ứng Dunning–Krugerː "những người biểu diễn kém không có khả năng nhận ra những thiếu sót trong màn trình diễn của họ".

## Nghiên cứu sau này
Dunning và Kruger đã kiểm tra các giả thuyết về sự thiên vị nhận thức của sự ảo tưởng tự tôn đối với sinh viên tâm lý học bằng cách kiểm tra sự tự đánh giá của sinh viên về kỹ năng trí tuệ của họ trong khả năng tư duy logic (quy nạp, suy diễn, suy luận giả định (abductive reasoning)...), ngữ pháp tiếng Anh và kiếu hài hước. Sau khi nghiên cứu điểm tự đánh giá của họ, các sinh viên được yêu cầu ước tính thứ hạng của họ trong lớp tâm lý học. Kết quảː các sinh viên có năng lực thì đánh giá thấp thứ hạng của họ trong khi các sinh viên không đủ năng lực đánh giá quá cao họ; tuy nhiên các sinh viên không đủ năng lực ước tính thứ hạng của họ không cao hơn thứ hạng của nhóm có năng lực tự ước tính. Qua bốn nghiên cứu, đề tài chỉ ra rằng ở những người làm kiểm tra đạt giá trị thấp nhất của tứ phân vị trong các bài kiểm tra về khiếu hài hước, ngữ pháp và suy luận logic đã đánh giá quá cao khả năng của họ; mặc dù điểm kiểm tra đặt họ vào bách phân vị thứ 12 nhưng họ ước tính mình xếp ở bách phân vị thứ 62.
Hơn nữa, các sinh viên có năng lực có xu hướng đánh giá thấp năng lực của chính họ, bởi vì họ nhầm tưởng các nhiệm vụ họ dễ dàng thực hiện cũng dễ dàng cho người khác thực hiện. Sinh viên không đủ năng lực đã cải thiện khả năng ước tính thứ hạng của mình chính xác hơn sau khi nhận được sự phụ đạo tối thiểu về các kỹ năng mà trước đây họ thiếu, bất kể sự cải thiện khách quan nào đạt được trong các kỹ năng nhận thức nói trên. Nghiên cứu "Mind-Reading and Metacognition: Narcissism, not Actual Competence, Predicts Self-estimated Ability" năm 2004 (tạm dịchː Đọc nội tâm và siêu nhận thức: Lòng tự ái, không phải năng lực thực tế, dự đoán khả năng tự ước tính) đã mở rộng tiền đề thiên kiến nhận thức về sự ảo tưởng tự tôn để kiểm tra độ nhạy cảm của đối tượng đối với người khác và nhận thức của họ về người khác.
Nghiên cứu "How Chronic Self-Views Influence (and Potentially Mislead) Estimates of Performance" năm 2003 (tạm dịchː Ước lượng khả năng ảnh hưởng của bản thân (có thể gây hiểu lầm) như thế nào) chỉ ra sự thay đổi trong quan điểm của người tham gia khi bị ảnh hưởng bởi các tín hiệu bên ngoài. Kiến thức về địa lý của người tham gia đã được kiểm tra; một số thử nghiệm nhằm mục đích ảnh hưởng tích cực đến quan điểm của người tham gia và một số thử nghiệm có ảnh hưởng tiêu cực đến nó. Những người tham gia sau đó được yêu cầu đánh giá bài kiểm tra của họ; những người tham gia thử nghiệm với mục đích tích cực báo cáo hiệu suất tốt hơn so với những người tham gia thử nghiệm với mục đích tiêu cực.
Để kiểm tra các giả thuyết của Dunning và Kruger rằng "mọi người, ở mọi cấp độ công việc, đều kém như nhau trong việc ước tính hiệu suất tương đối của họ", nghiên cứu "Skilled or Unskilled, but Still Unaware of It: How Perceptions of Difficulty Drive Miscalibration in Relative Comparisons" năm 2006 (tạm dịchː Có kỹ năng hoặc không có kỹ năng, nhưng vẫn không nhận thức được điều đó: Cách nhận thức về tính toán sai lầm khi lái xe khó khăn trong so sánh tương đối) chỉ ra rằng khi các đối tượng tham gia nghiên cứu thực hiện các nhiệm vụ khó khăn vừa phải, có rất ít sự khác biệt giữa những người thực hiện tốt nhất và những người thực hiện tồi nhất trong khả năng dự đoán chính xác hiệu suất của họ. Với những nhiệm vụ khó khăn hơn, những người thực hiện tốt nhất đã ít chính xác hơn trong việc dự đoán hiệu suất của họ so với những người thực hiện kém nhất.
Do đó, các thẩm phán ở tất cả các cấp độ kỹ năng có thể có mức độ lỗi tương tự trong việc thực hiện các nhiệm vụ. Hiện tượng này cũng được xác nhận với phụ nữ và các chính trị gia. Hiệu ứng cũng có thể là nguyên nhân chính (lên đến 30%) các lỗi chẩn đoán y tế.
Trong thí nghiệm giải thích thay thế cho sự thiên vị nhận thức của ảo tưởng tự tôn, nghiên cứu "Why the Unskilled are Unaware: Further Explorations of (Absent) Self-insight Among the Incompetent" năm 2008 (tạm dịchː Tại sao những người không có kỹ năng lại không biết: Những khám phá sâu hơn về sự tự giác trong số những người bất tài) đã đưa ra kết luận tương tự như các nghiên cứu trước đây về hiệu ứng Dunning–Kruger: trái ngược với những người có thành tích cao, "những người năng lực kém không học được từ các phản hồi cho thấy họ cần phải cải thiện".
Một kết quả khác, các cá nhân thuộc tầng lớp xã hội cao hơn sẽ có nhiều tự tin hơn các cá nhân thuộc tầng lớp thấp hơn.

## Phê bình toán học của hiệu ứng Dunning–Kruger
Các nghiên cứu tiếp theo mang lại kết quả phù hợp với nghiên cứu năm 1999 của Kruger và Dunning. Ehrlinger và cộng sự đã tóm tắt hiệu ứng Dunning–Kruger như là được thiết lập từ các nghiên cứu lớn và đánh giá ngang hàng:
"Mọi người thường quá lạc quan khi đánh giá chất lượng hiệu suất của họ đối với các nhiệm vụ xã hội và trí tuệ. Đặc biệt, những người biểu diễn kém đã đánh giá quá cao màn trình diễn của họ."
Tuy nhiên, các lý luận toán học được sử dụng bởi các bài báo trước đó đã bị chỉ trích. Hai công bố của Edward Nuhfer và cộng sự trong Numeracy (2016, 2017) tiết lộ các vấn đề với biểu đồ được đề cập trong bài báo của Kruger và Dunning năm 1999. Các nhà nghiên cứu sau đó đã sử dụng các biểu đồ phân tán (y - x) so với (x) và các biến thể liên quan trong gần hai thập kỷ. Nuhfer và cộng sự cho thấy nhiều nghiên cứu sử dụng các phương pháp này dường như đã giải thích sai các kết quả toán học (như nhiễu ngẫu nhiên (random noise)) là sản phẩm của hành vi của con người. Các công bố của họ sử dụng các công cụ có độ tin cậy đã biết để đánh giá lại các biện pháp tự đánh giá từ góc độ tín hiệu và nhiễu. Chúng cho thấy các vấn đề toán học vốn có trong biểu đồ Dunning−Kruger có thể được khắc phục bằng các loại biểu đồ khác làm giảm tác động của nhiễu hoặc sử dụng dữ liệu phân loại từ những người mới và chuyên gia đã biết. Mặc dù nhiều người đã làm như vậy một cách tình cờ, các tác giả cho thấy rằng khoảng một nửa các đối tượng là chính xác hợp lý với sự đánh giá của họ.
Phát hiện của Nuhfer và cộng sự bác bỏ tuyên bố rằng mọi người thường có xu hướng tự đánh giá cao về khả năng của họ, nhưng ủng hộ hai kết luận từ nghiên cứu ban đầu của Kruger và Dunning: (1) có thể học được kỹ năng tự đánh giá và (2) các chuyên gia thường tự đánh giá chính xác hơn so với người mới. Các nhà nghiên cứu lưu ý rằng kỹ năng tự đánh giá siêu nhận thức có giá trị lớn, và nó có thể được dạy cùng với nội dung rèn luyện trí não trong các khóa học đại học.

## Sự khác biệt về văn hóa trong nhận thức bản thân
Các nghiên cứu về hiệu ứng Dunning–Kruger thường là của người Bắc Mỹ, nhưng các nghiên cứu của người Nhật cho thấy rằng văn hóa có ảnh hưởng tới sự xuất hiện của hiệu ứng. Nghiên cứu "Divergent Consequences of Success and Failure in Japan and North America: An Investigation of Self-improving Motivations and Malleable Selves" năm 2001 (tạm dịchː Hậu quả khác biệt của thành công và thất bại ở Nhật Bản và Bắc Mỹ: Một cuộc điều tra về động lực tự cải thiện và khả năng dễ uốn nắn) chỉ ra rằng người Nhật có xu hướng đánh giá thấp khả năng của họ, và có xu hướng coi sự thất bại là một cơ hội để cải thiện khả năng ở các lần sau, từ đó tăng giá trị của họ trong xã hội.

## Sự công nhận
Năm 2000, Kruger và Dunning đã được trao Giải Ig Nobel để công nhận đóng góp khoa học trong "báo cáo khiêm tốn của họ". Bài hát "The Dunning–Kruger Song" là một phần của The Incompetence Opera, một vở opera nhỏ được công chiếu tại lễ trao giải Ig Nobel năm 2017. Các vở opera nhỏ được quảng cáo là "cuộc gặp gỡ âm nhạc giữa nguyên lý Peter và hiệu ứng Dunning–Kruger".
Các nhà báo thường trích dẫn hiệu ứng Dunning–Kruger trong các cuộc thảo luận về sự bất tài chính trị. Năm 2018, thỏa thuận rút tiền Brexit của Anh được Bonnie Greer mô tả là "ví dụ tuyệt đỉnh của hiệu ứng Dunning–Kruger... Dunning–Kruger ngụ ý rằng chúng ta có thể đang ở giữa một dịch bệnh bất tài". Cùng thời gian đó, Martie Sirois đã viết rằng Tổng thống Donald Trump là "hiệu ứng Dunning–Kruger được nhân cách hóa". Năm 2020, Otto English đã thảo luận về việc duy trì án tử hình của Priti Patel trong một cuộc tranh luận trên truyền hình, trong đó thái độ của Patel được miêu tả là "hoàn toàn không ngạc nhiên trước những mâu thuẫn vốn có trong các phản ứng của mình... Đây là bản chất của hiệu ứng Dunning–Kruger trong hoạt động".

## Trong văn hóa đại chúng
| “             | Kẻ dốt khẳng định, người thông thái nghi ngờ, nhà hiền triết suy nghĩ. | ” |
| — Aristoteles |                                                                        |   |

Thiên kiến nhận thức này cũng đã được phổ biến bởi nhà văn Pháp hài hước Coluche vào những năm 1980:
| “         | ...trí thông minh là thứ được phân phối tốt nhất giữa con người, phải không, bởi vì bất kỳ kiến thức gì được cung cấp cho nó, nó luôn có ấn tượng là đã có đủ... (nguyên văn:...que l'intelligence, c'est la chose la mieux répartie chez les hommes, n'est-ce pas, parce que, quoiqu'il en soit pourvu, il a toujours l'impression d'en avoir assez...) | ” |
| — Coluche | |   |